# Pedro Sañudo Autrán
Pedro Sañudo Autrán (Barcelona, 1853-1932) fue un periodista, dramaturgo y poeta español.

## Biografía
Nació en Barcelona en 1853, y desde la edad de veinte años ejerció el periodismo tanto en España como en América del Sur. En Ciudad Real, dirigió El Correo Literario (1876); en Madrid, fue redactor de La Correspondencia de España (1890), y en Barcelona, dirigió El Eco Artístico (1857) y escribió para La Vanguardia (1901) y El Noticiero Universal (1902). Colaboró, asimismo, con publicaciones como La Ilustración Española y Americana, El Bazar, Blanco y Negro y Pluma y Lápiz, entre otras. Como poeta y dramaturgo, dio a la imprenta Neblinas (1877), Narraciones españolas y americanas (1886), Pilar de Aragón (1895), Versos (1900) y Gente de mar, zarzuela en un acto de 1903. Falleció en 1932.